# El secret de l'aldea

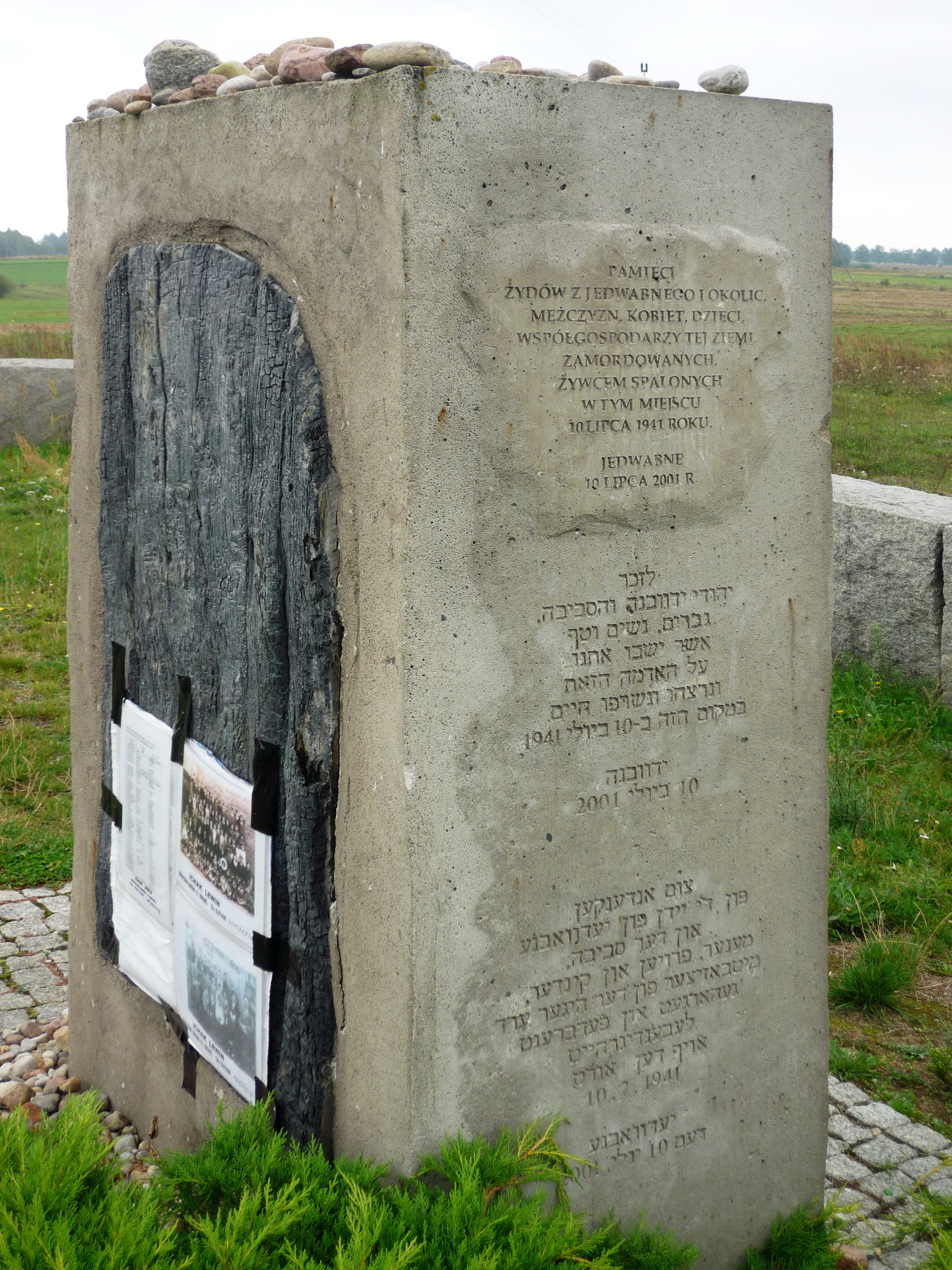
Monument a Jedwabne.

El secret de l'aldea (títol original en polonès, Pokłosie) és una pel·lícula polonesa de 2012 escrita i dirigida per Władysław Pasikowski. El thriller dramàtic de ficció relacionat amb l'Holocaust està inspirat en el pogrom de Jedwabne del juliol de 1941 al nord-est de Polònia ocupat durant l'operació Barba-roja, en què 340 jueus polonesos van ser tancats en un graner de la localitat de Jedwabne, que després va ser incendiat per un grup de polonesos. S'ha doblat i subtitulat al català central; també s'ha doblat al valencià per a À Punt.